# Буй (Бурятия)
Буй — село в Бичурском районе Республики Бурятия, административный центр сельского поселения «Буйское».

## География
Расположено на правом берегу речки Буй в 2,5 км к востоку от места её впадения в Хилок. Местность — степь, Бичурская впадина, южнее — северные отроги Бичурской Гривы.

## История
Первое упоминание о селе относится к около 1700 году. Первыми поселенцами были казаки, беглые крестьяне, во второй половине XVIII века в царствование Екатерины II появились старообрядцы-семейские.
Основное историческое событие села — бои в ходе Малетинского восстания в 1930 году.

## Население
| 2002 | 2010 |
| ---- | ---- |
| 709  | ↘659 |

Основное занятие земледелие, охота, добыча дикороссов, рыбалка.

## Достопримечательности

### Церковь
Николаевская церковь — православный храм, один из памятников русской архитектуры XIX века в Забайкалье. Церковь была возведена в 1875 году. Здание построили из бревен на каменном фундаменте.
Буйская Николаевская церковь — памятник градостроительства и архитектуры конца XIX — начала XX веков. 
 Объект культурного наследия народов РФ регионального значения. Рег. № 031410055620005 (ЕГРОКН)
С 1963 года здание бывшей церкви используется под школьный спортивный зал.

## Известные уроженцы и жители
- Ехануров, Юрий Иванович — премьер-министр Украины, 2005—2006 годы. Житель села с 1955 по 1963 годы[3].